# 李世璋

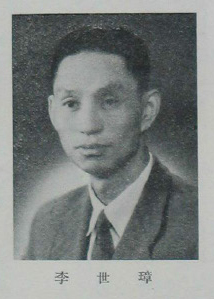
李世璋近照

李世璋（1900年—1983年6月26日），字明斋，男，江西进贤人，中国政治人物，曾任中国国民党革命委员会中央委员会副主席。

## 生平
李世璋早年就读于南昌省立第二中学，1918年考入北京大学经济系。1919年参加五四运动。1922年加入中国社会主义青年团，次年加入中国共产党。他还应《京报》创办人邵飘萍之邀出任该报记者，并兼任北京第四中学教员。1924年自北大毕业。后以个人身份加入中国国民党。孙中山病重期间，他担任其新闻发言人。1925年前往上海，任《申报》、《民国日报》记者。同年出任黄埔军校政治教官。1926年起，历任国民革命军第六军政治部秘书、代理政治部主任兼中国国民党第十八师党代表，参加北伐战争。后赴上海，参加中国国民党临时行动委员会，出任中央干事，并兼组织部长、机关报《行动报》主编。1928年流亡日本，进入东京帝国大学研究院学习。次年回国，先后任教于上海江南学院、暨南大学，并在浙江警官学校、力行社特务处杭州特训班（“杭训班”）、南京谍报参谋训练班任政治教官。
抗日战争爆发后，李世璋出任国民政府国防委员会委员、第一战区长官部秘书长兼政训处长，还同朱瑞在河南新乡组建豫北抗日民众动员委员会。1940年当选国民参政会参政员。同年前往綦江治病，创办渝南中学并出任校长。1943年与谭平山等发起成立三民主义同志联合会（民联），任中央委员会领导成员。抗战结束后随民联中央迁回上海，又任上海聚兴诚银行总秘书。1949年赴北京参加中国人民政治协商会议第一届全体会议。
中华人民共和国成立后，李世璋历任政务院人民监察委员会秘书长、监察部副部长、国家编制委员会委员、中国银行监察人等职。1959年回到江西，历任江西省人民委员会副省长、江西省政协副主席、江西省人民政府参事室主任。1962年重新加入中国共产党。此外，他还是民革第二至四届中央常委、第五届中央副主席，第一到五届全国人大代表，第五、六届全国政协常委。1983年6月在上海逝世，终年83岁。